# MOD St Athan

i7
i11
i13
MOD St Athan (walisisch Maes awyr Sain Tathan, IATA-Code: DGX, ICAO-Code: EGSY) ist eine teilstreitkräfteübergreifende Einrichtung des britischen Verteidigungsministeriums, englisch Ministry of Defence (MOD oder MoD), im südwalisischen Vale of Glamorgan, 2 km östlich von Llantwit Major und 10 km westlich von Barry.

## Geschichte

### RAF St. Athan
Der Standort wurde am 1. September 1938 offiziell als RAF St. Athan eröffnet. Die erste Einheit der Royal Air Force (RAF), die dort stationiert wurde, war eine Schule zur Ausbildung von Flugzeugmechanikern (No. 4 School of Technical Training, 4SofTT). Bis zum September 1942 wurden in St. Athan 19.000 Flugzeugmechaniker ausgebildet. Im Jahr 1939 kamen eine Jagdfliegergruppe, eine Schule für Navigatoren (School of Air Navigation) und eine Wartungseinheit hinzu. Drei Start- und Landebahnen wurden auf dem Militärflugplatz gebaut, die später, in den 1950er Jahren, für die Düsenflieger verlängert wurden.
Ein Hauptgrund für die Wahl eines Standortes in Wales war die Annahme, dass er außerhalb der Reichweite der Bomber der Luftwaffe lag. Doch schon am 20. Juni 1940 wurde der vermeintlich „sichere Hafen“ RAF St. Athan erstmals von einem Flugplatz in Nordfrankreich angegriffen.

### Zweiter Weltkrieg
Am Vorabend des Zweiten Weltkrieges war RAF St. Athan fast fertiggestellt, einschließlich der Wohnungen für verheiratete Offiziere, einer Kirche, der Turnhalle, des Schwimmbades, eines Kinos mit 1200 Plätzen usw.
Während des Krieges wurde der Flugplatz zur Erprobung von Flugzeugen genutzt sowie zur Ausbildung der Bodenmannschaften und der Flugzeugbesatzungen, vor allem der Flugingenieure. Ausgebildet wurden auch Soldaten der Luftstreitkräfte der von der Wehrmacht besetzten Ländern, die sich hatten absetzen können: aus der Tschechoslowakei, aus Frankreich, aus den Niederlanden, aus Norwegen und aus Polen. Deshalb besuchten unter anderem General Charles de Gaulle und Prinz Bernhard ihre Landsleute in RAF St. Athan.
Die zweite Hauptaufgabe war die Wartung und Instandsetzung von Flugzeugen. Eine der Aufgaben war es, zerstörte und beschädigte Flugzeuge auszuschlachten und so Ersatzteile zu sichern. Die Einrichtungen in St. Athan waren über eine fast 8 Kilometer lange Rollbahn mit einer Großwerkstatt und Ersatzteillager für Flugzeuge am Standort RAF Llandow verbunden, so dass auch fluguntaugliche Flugzeuge zwischen St. Athan und Llandow transportiert werden konnten. 56 Hangars waren St. Athan aufgestellt. Außerdem wurden dort Radargeräte und Systeme der Freund-Feind-Erkennung gefertigt und erprobt. In St. Athan waren damals mehr als 14.000 Personen im Einsatz (Soldaten der RAF und Zivilangestellte). Damit war St. Athan zeitweise der größte aller RAF-Standorte.

### Nachkriegszeit
Nach Kriegsende diente St. Athan weiterhin der Ausbildung in der RAF und mehr und mehr der Wartung ihrer Flugzeuge. Seit Mitte der 1950er Jahre wurden dort die Vulcan Bomber gewartet, die auch Atombomben trugen, nach deren Ausmusterung unter anderem zu Tankflugzeugen umgebaute Vickers VC10.  Von 1947 bis 1973 bestand in St. Athan zudem eine Verwaltungsschule (Administrative Apprentice Training School). Dort wurden 15- und 16-jährige Schulabgänger in einem zuerst 20-monatigen, dann 12-monatigen Kurs in den Bereichen Verwaltung, Buchhaltung und Nachschubwesen ausgebildet, nicht zuletzt, um so die Wartezeit zu überbrücken, bis sie das Alter erreicht hatten, um als Rekruten in den 12-jährigen Dienst in der RAF einrücken zu können. 1995 waren in St. Athan noch 3500 Mitarbeiter beschäftigt. 2012 wurde in St. Athan letztmals ein Flugzeug gewartet. Die Beschäftigten der Werkstätten wurden entlassen oder verlegt.
In St. Athan waren zeitweise auch Einheiten der British Army untergebracht, darunter das 1. Bataillon der Welsh Guards. Da St. Athan somit nicht länger nur ein RAF-Standort war, sondern zwei Teilstreitkräften zur Verfügung stand, wurde der Standort in Ministry of Defence St Athan (MOD St Athan) umbenannt. Nachdem die Welsh Guards von dort abgezogen worden waren, wurde St. Athan als Sitz der geplanten Verteidigungsakademie (Defence Training Academy) des Vereinigten Königreichs ausgewählt. 2009 liefen die Bauplanungen an. Doch im Oktober 2010 wurde das Vorhaben eingestellt.

## Heutige Nutzung
Heute nutzen verschiedene Schulungseinrichtungen der RAF die Anlagen von MOD St Athan. Hinzu kommt seit 2006 eine Spezialeinheit (Special Forces Support Group). Der Flugplatz dient auch als Hubschrauberstützpunkt des National Police Air Service und von Bristow Helicopters im Auftrag der britischen Küstenwache.

## South Wales Aviation Museum
In St. Athan kam – bedingt durch den Wartungsbetrieb – einer großen Sammlung historischer Flugzeuge zusammen. Viele dieser Flugzeuge sind heute in anderen Museen, vor allem in den beiden RAF-Museen in Cosford und London-Hendon ausgestellt. Eine Messerschmitt Me 163 befindet sich heute im Berliner Luftwaffenmuseum. Die in St. Athan verbliebenen historischen Flugzeuge werden im South Wales Aviation Museum (SWAM) in einem Gewerbegebiet unmittelbar nördlich des Flugplatzes gezeigt.